# Rignieux-le-Franc
Rignieux-le-Franc, ou Rignieux, est une commune du département de l'Ain dans la région Auvergne-Rhône-Alpes et appartient à l'aire urbaine de Lyon.
Les habitants de Rignieux-le-Franc s'appellent les Rignards.

## Géographie
Rignieux-le-Franc est localisée dans la région Auvergne-Rhône-Alpes dans le département de l'Ain. Située à 6 km de Pérouges classée parmi les Plus Beaux Villages de France, la commune est traversée par le Toison, un cours d'eau affluent de l'Ain.

### Situation
À 39 km au Nord-est de Lyon, à 32 km au Sud-ouest de Bourg-en-Bresse et 18 km à l’Est d'Ambérieu-en-Bugey, la localité est située sur le relief de la côtière qui marque la fin du plateau de la Dombes, au contact avec la plaine de l'Ain.

### Climat
Pour des articles plus généraux, voir Climat d'Auvergne-Rhône-Alpes et Climat de l'Ain.
En 2010, le climat de la commune est de type climat océanique dégradé des plaines du Centre et du Nord, selon une étude du CNRS s'appuyant sur une série de données couvrant la période 1971-2000. En 2020, Météo-France publie une typologie des climats de la France métropolitaine dans laquelle la commune est dans une zone de transition entre le climat semi-continental et le climat de montagne et est dans la région climatique Bourgogne, vallée de la Saône, caractérisée par un bon ensoleillement (1 900 h/an), un été chaud (18,5 °C), un air sec au printemps et en été et des vents faibles.
Pour la période 1971-2000, la température annuelle moyenne est de 11,4 °C, avec une amplitude thermique annuelle de 17,8 °C. Le cumul annuel moyen de précipitations est de 1 073 mm, avec 11,4 jours de précipitations en janvier et 7,5 jours en juillet. Pour la période 1991-2020, la température moyenne annuelle observée sur la station météorologique de Météo-France la plus proche, « Ambérieu », sur la commune de Château-Gaillard à 10 km à vol d'oiseau, est de 11,9 °C et le cumul annuel moyen de précipitations est de 1 117,5 mm,. Pour l'avenir, les paramètres climatiques de la commune estimés pour 2050 selon différents scénarios d'émission de gaz à effet de serre sont consultables sur un site dédié publié par Météo-France en novembre 2022.

## Urbanisme

### Typologie
Au 1er janvier 2024, Rignieux-le-Franc est catégorisée bourg rural, selon la nouvelle grille communale de densité à 7 niveaux définie par l'Insee en 2022.
Elle est située hors unité urbaine. Par ailleurs la commune fait partie de l'aire d'attraction de Lyon, dont elle est une commune de la couronne,. Cette aire, qui regroupe 397 communes, est catégorisée dans les aires de 700 000 habitants ou plus (hors Paris),.

### Occupation des sols
L'occupation des sols de la commune, telle qu'elle ressort de la base de données européenne d’occupation biophysique des sols Corine Land Cover (CLC), est marquée par l'importance des territoires agricoles (66,7 % en 2018), en diminution par rapport à 1990 (67,8 %). La répartition détaillée en 2018 est la suivante : 
terres arables (43,3 %), forêts (26,7 %), zones agricoles hétérogènes (12,1 %), prairies (11,4 %), zones urbanisées (3,3 %), eaux continentales (3,3 %).
L'évolution de l’occupation des sols de la commune et de ses infrastructures peut être observée sur les différentes représentations cartographiques du territoire : la carte de Cassini (XVIIIe siècle), la carte d'état-major (1820-1866) et les cartes ou photos aériennes de l'IGN pour la période actuelle (1950 à aujourd'hui).

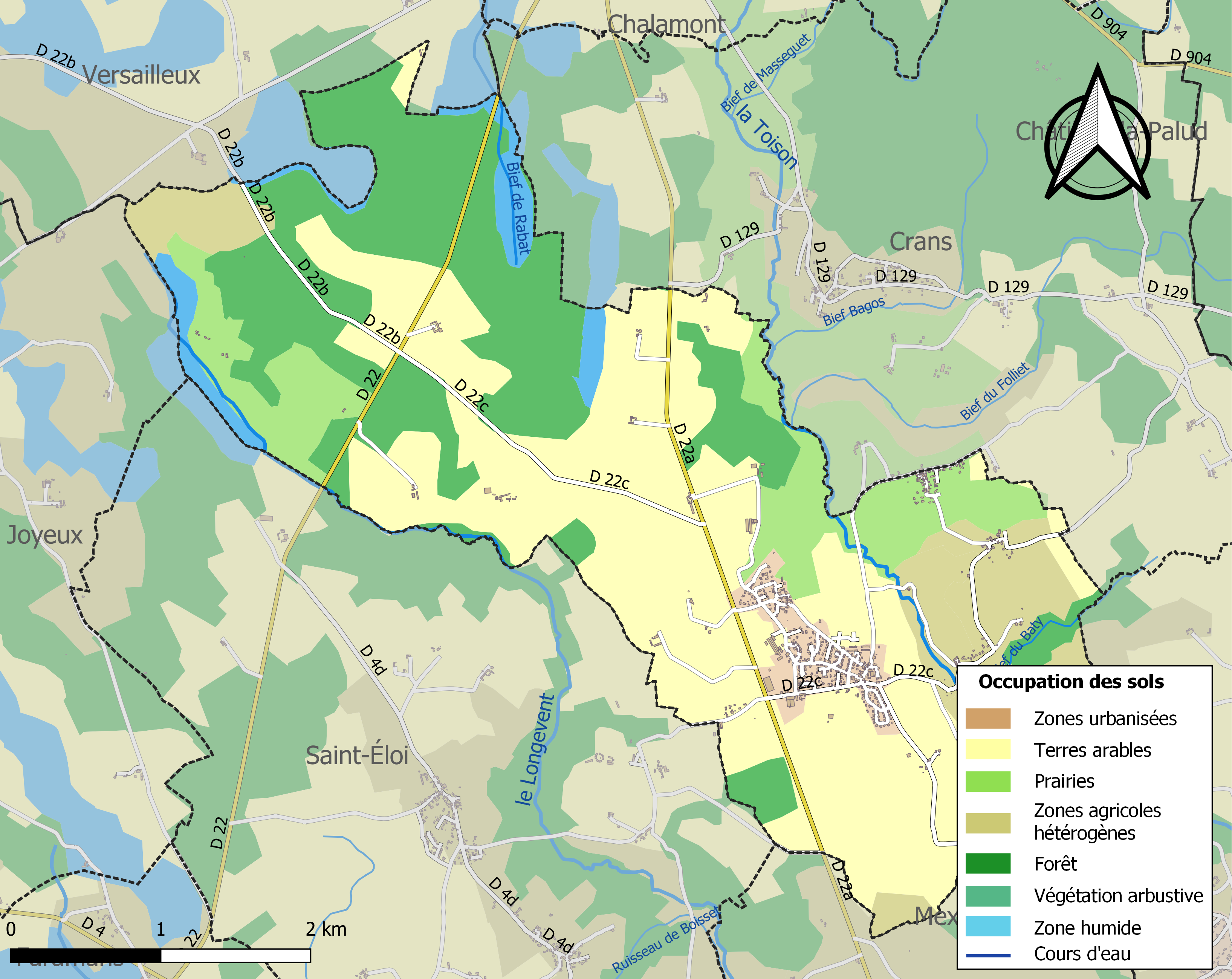
Carte des infrastructures et de l'occupation des sols de la commune en 2018 (CLC).

### Quartiers et lieux-dits
- Le Guillon
- Le Mas Joly
- Le Brevet

## Histoire

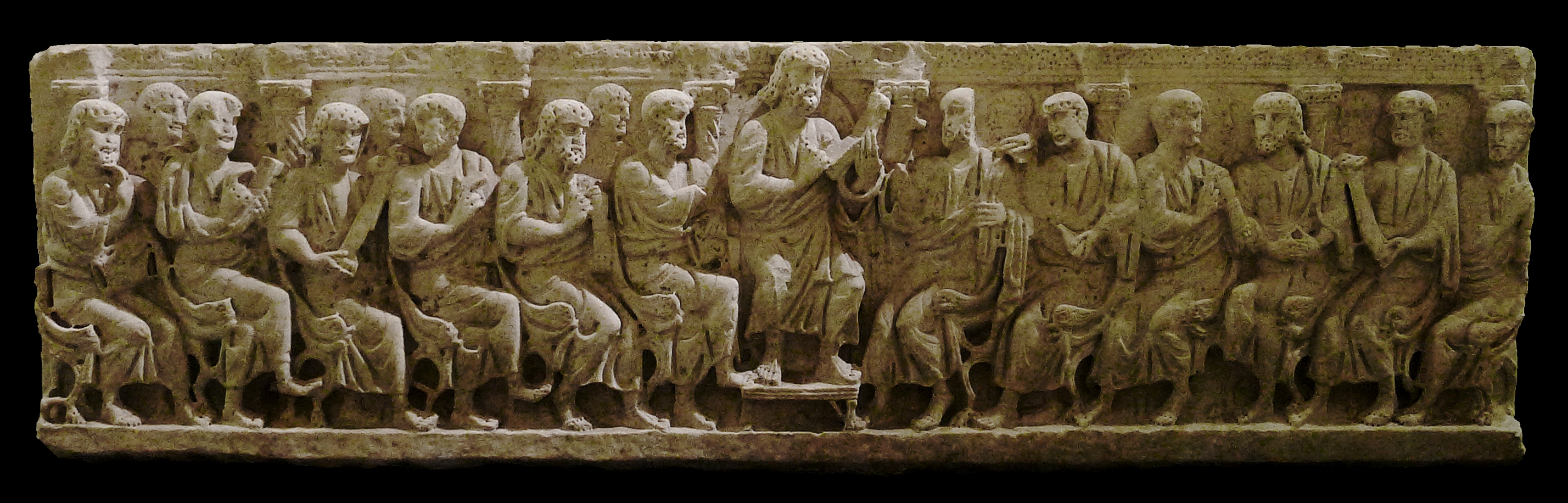
Sarcophage paléochrétien provenant de Rignieux-le-Franc, Paris, musée du Louvre.

Propriété d'Alphonse-Louis du Plessis de Richelieu et provenant de Fontaines-sur-Saône, un sarcophage paléochrétien fut entreposé à Rignieux-le-Franc, avant d'être acheté par le musée du Louvre en 1864.
À la fin du XVIe siècle, les terres de Rignieux-le-Franc appartiennent aux Saillans de Brézenaud.

### Hameaux

#### Balatières (les)
Mas mentionné dans un terrier de 1308.

#### Champremont
Fief avec maison forte possédé, en 1206, par Gui de la Palud, chevalier, et, en 1268, par Guillaume de Montchalion. A la fin du XVe siècle, il appartenait à la famille Granget. De cette famille il passa, vers 1686, à Gabriel Vernat, seigneur de Bellegarde, puis aux de Maréchal de Courteville.

## Toponymie
Durant la Révolution française, la commune prend temporairement le nom de Rignieux-sur-Toison.

## Politique et administration

### Liste des maires
Depuis 1945, cinq maires se sont succédé à Rignieux-le-Franc :
| Période                                  | Période   | Identité                   | Étiquette | Qualité  |
| ---------------------------------------- | --------- | -------------------------- | --------- | -------- |
| mai 1945                                 | 1971      | Claude Thievon (18..-1967) | Rad.      |          |
| 1971                                     | 1986      | Michel Thimon              | DVG       |          |
| 1986                                     | mars 1989 | Albert Jacquemet           |           |          |
| mars 1989                                | 2004      | Hélène Landry              | DVD       |          |
| 2004                                     | 2020      | Jean-Marie Castellani      | SE        | Retraité |
| 2020                                     | En cours  | Pascal Pain                | SE        | Retraité |
| Les données manquantes sont à compléter. |           |                            |           |          |

## Démographie
| 1793 | 1800 | 1806 | 1821 | 1831 | 1836 | 1841 | 1846 | 1851 |
| ---- | ---- | ---- | ---- | ---- | ---- | ---- | ---- | ---- |
| 506  | 641  | 440  | 475  | 448  | 468  | 499  | 509  | 538  |

| 1856 | 1861 | 1866 | 1872 | 1876 | 1881 | 1886 | 1891 | 1896 |
| ---- | ---- | ---- | ---- | ---- | ---- | ---- | ---- | ---- |
| 502  | 552  | 503  | 502  | 507  | 472  | 467  | 439  | 426  |

| 1901 | 1906 | 1911 | 1921 | 1926 | 1931 | 1936 | 1946 | 1954 |
| ---- | ---- | ---- | ---- | ---- | ---- | ---- | ---- | ---- |
| 396  | 401  | 397  | 335  | 322  | 274  | 288  | 285  | 266  |

| 1962 | 1968 | 1975 | 1982 | 1990 | 1999 | 2006 | 2011 | 2016 |
| ---- | ---- | ---- | ---- | ---- | ---- | ---- | ---- | ---- |
| 224  | 205  | 286  | 553  | 743  | 839  | 937  | 953  | 976  |

| 2021  | 2022  | - | - | - | - | - | - | - |
| ----- | ----- | - | - | - | - | - | - | - |
| 1 098 | 1 131 | - | - | - | - | - | - | - |

## Culture et patrimoine

### Lieux et monuments
- La croix du XIVe siècle sur la place principale fait l’objet d’un classement au titre des monuments historiques depuis le 3 avril 1914.
- Église Saint-Paul, du XIIe siècle remaniée, de style roman.
- La croix de Samans — dont ne subsiste que le socle et la base vertical, la croix elle-même ayant disparu — se trouve sur l'emplacement de l'ancienne église Saint-Mamert, entièrement détruite en 1813[22].

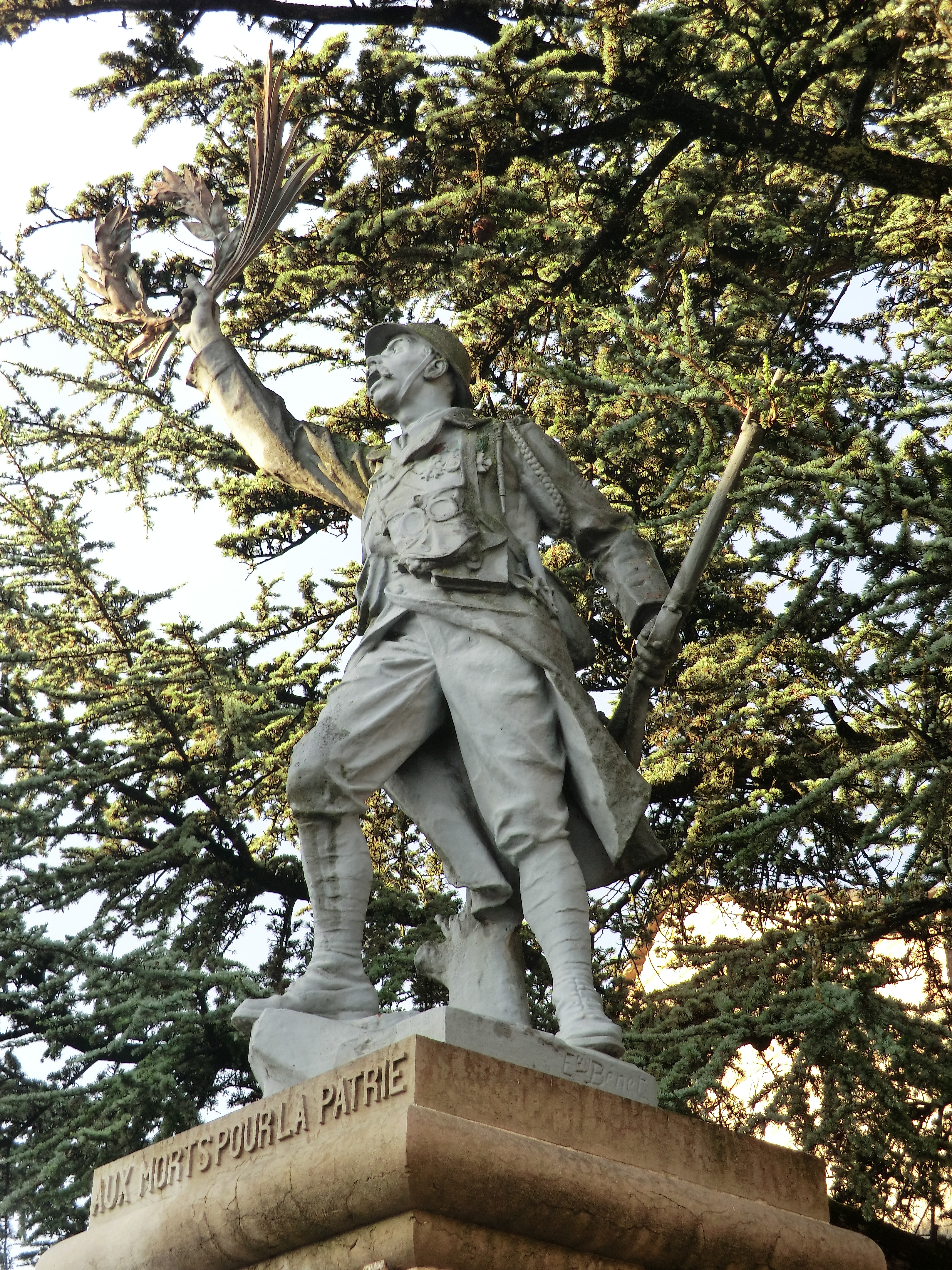
Eugène Bénet, Le Poilu victorieux, détail du Monument aux morts de Rignieux-le-Franc.
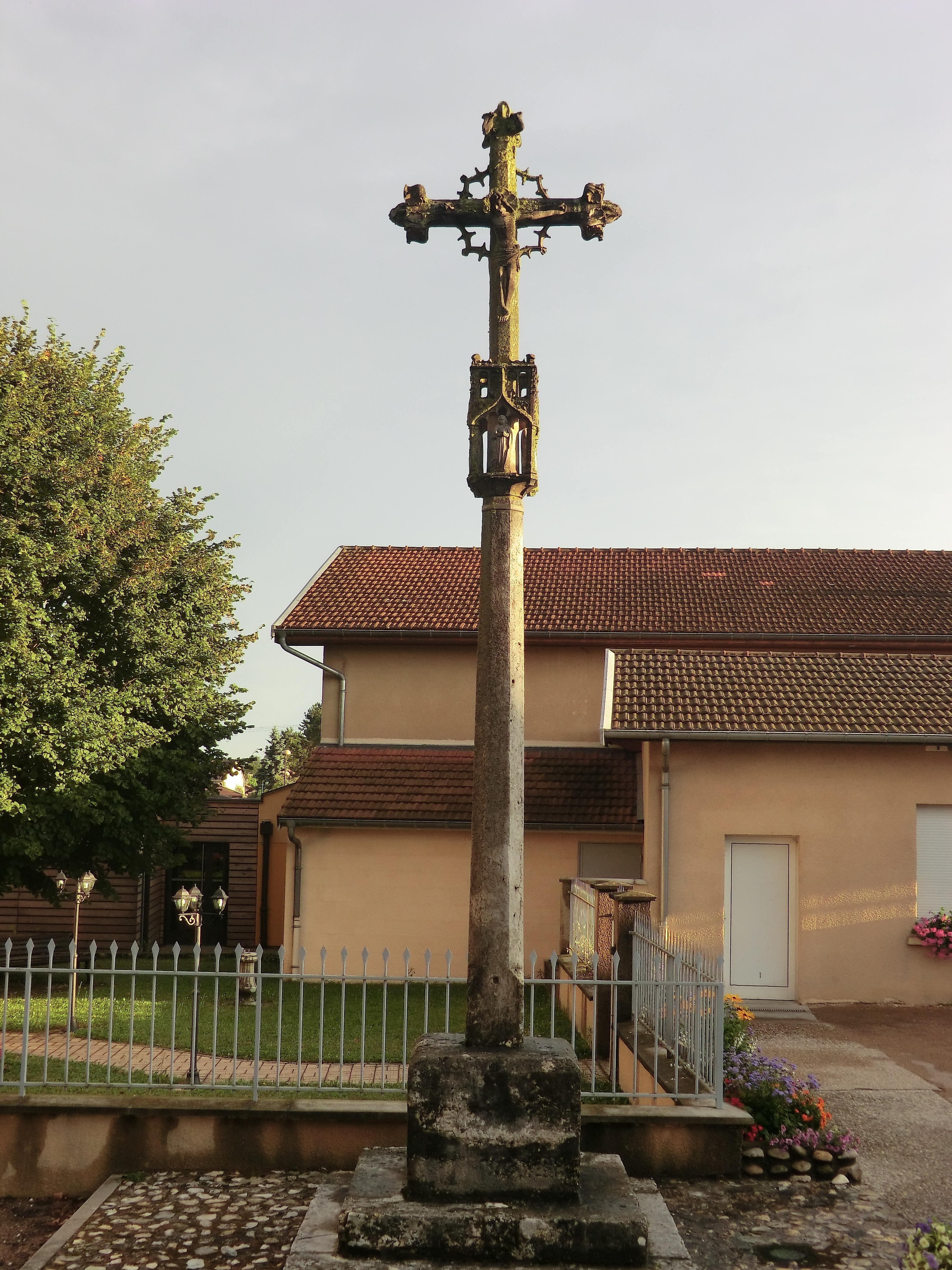
La croix de Rignieux-le-Franc, classée aux monuments historiques.
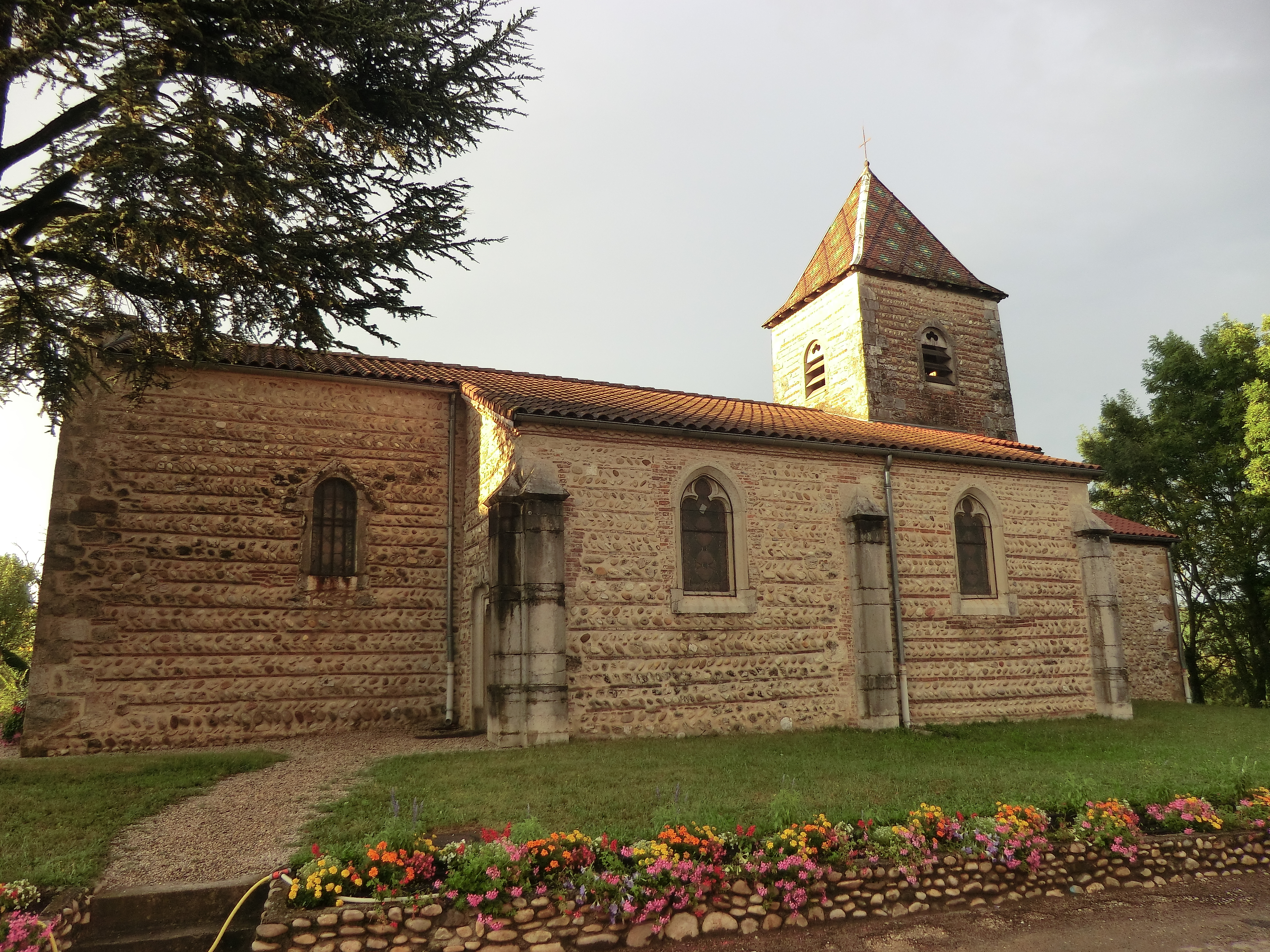
Église Saint-Paul.

### Espaces verts et fleurissement
En 2014, la commune de Rignieux-le-Franc bénéficie du label « ville fleurie » avec « une fleur » attribué par le conseil national des villes et villages fleuris de France au concours des villes et villages fleuris.

### Rignieux-le-Franc au cinéma
- En 2004, Cause toujours ! de Jeanne Labrune a été partiellement tourné dans le village.

### Héraldique
| Blason de Rignieux-le-Franc | Blason  | D'azur à la bande d'or remplie de gueules accompagnée de deux étoiles d'argent. |
| Blason de Rignieux-le-Franc | Détails |                                                                                 |